# Istitut Ladin Micurà de Rü
Istitut Ladin Micurà de Rü är ett kulturinstitut i San Martin de Tor som arbetar för att bevara och stöda ladinska språket och kulturen. Organisationen publicerar böcker på ladinska, samt böcker på andra språk som handlar om ladinska språket och kulturen.